# Howard Aiken

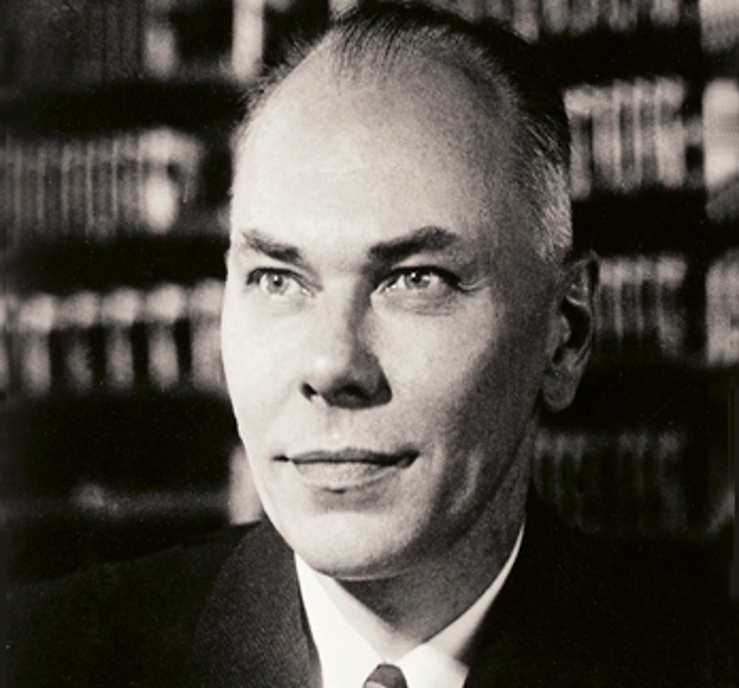
Howard Aiken

Howard Hathaway Aiken (9 maart 1900 – 14 maart 1973) was een Amerikaans computertechnicus. Hij wordt beschouwd als een van de pioniers op het gebied van computers. Aiken was de hoofdingenieur achter IBM's Harvard Mark I-computer.
Aiken werd geboren te Hoboken, New Jersey. Hij studeerde aan de Universiteit van Wisconsin, te Madison, en behaalde in 1939 zijn doctoraat in de natuurkunde aan de Harvard Universiteit. Gedurende deze tijd kwam hij differentiaalvergelijkingen tegen die hij alleen numeriek kon oplossen. Hij bedacht dat een elektro-mechanische rekenmachine een groot deel van het tijdrovende rekenwerk van hem zou kunnen overnemen. Deze computer werd oorspronkelijk de Automatic Sequence Controlled Calculator (ASCC) genoemd, maar werd later gedoopt in Harvard Mark I. Met de hulp van Grace Hopper en steun van IBM werd de machine voltooid in 1944. De volledig elektronische opvolger Harvard Mark II was af in 1947. Daarna werkte Aiken aan de Mark III en Mark IV. Daarnaast publiceerde hij over elektronica en de theorie van schakelingen.
Aiken ontving diverse binnen- en buitenlandse onderscheidingen, waaronder de Amerikaanse Harry M Goode Memorial Award. In 1970 ontving hij de IEEE Edison Medal.
Hij is ook bekend door zijn opmerking uit 1947: "Slechts zes elektronische digitale computers zouden voldoende zijn om al het rekenwerk van de gehele Verenigde Staten te kunnen doen." 
Hij overleed op 73-jarige leeftijd te St. Louis, Missouri.